# Jordi Casas
Jordi Casas Rodríguez, né le 6 octobre 1958 à L'Hospitalet de Llobregat (province de Barcelone, Espagne), est un footballeur espagnol qui jouait au poste de milieu de terrain.

## Biographie

### En club
Jordi Casas commence sa carrière avec les juniors du FC Barcelone de 1974 à 1976.
De 1976 à 1981, il joue avec le FC Barcelone B. Lors de la saison 1976-1977, il joue 22 matchs en deuxième division avec cette équipe, inscrivant un but.
Il débute en équipe première le 1er octobre 1980 lors d'un match de 32e de finale de la Coupe UEFA face aux Sliema Wanderers (victoire 1 à 0). C'est son seul match officiel avec le Barça.
En 1981, il rejoint le Real Oviedo. Il joue 17 matchs en deuxième division avec cette équipe, marquant deux buts. En 1982, il est recruté par CF Reus Deportiu.
Il joue ensuite dans le championnat d'Andorre de 1983 à 1986. Il termine sa carrière avec Lloret de Mar en 1987.

### Équipe nationale
Jordi Casas participe à la Coupe du monde des moins de 20 ans 1977 avec l'Espagne. Il joue un total de trois matches avec l'équipe d'Espagne des moins de 20 ans.